# Анхиалско македонско благотворително братство
Анхиалското македонското благотворително братство „Щерю Божинов“ е организация на бежанците от областта Македония, установили се в Анхиало.

## История
Братството е основано на 2 август 1922 година.
На 15 август 1926 година в Алакария се основава секция на Анхиалското братство.
На годишно редовно събрание от 20 януари 1934 година е отчетено, че има 108 редовни члена, 94 от които присъстват на заседанието. Мнозинството от тях са бежанци от Куфалово. Вероятно тогава е прието името на патрона на организацията Щерю Божинов. На 12 януари 1936 година в настоятелството влизат Апостол Ширков (председател), Георги Н. Попов (подпредседател), Георги Н. Сидеров (секретар), Алекси Н. Орешков (касиер), Лазар П. Мишев (член настоятел), Андон Ст. Никлев (член настоятел) и Атанас Ст. Кондаков (член настоятел), а Георги Н. Орешков, Милко Иванов и Костадин Голев са запасни членове. В Контролната комисия влизат Георги Хр. Чочков (председател), Благой Ан. Дурев и Илия А. Кусев са членове, а Павел Колиеонов и Киро Офилов са запасни членове. На 10 януари 1937 година са избрани Георги Николов Попов (председател), Атанас Ташев Кондаков (подпредседател), Иван Василев Георгиев (секретар), Андон Христов Лялев (касиер), Лазар Петров Мишев (съветник), Стоян Н. Йовов (съветник) и Благой Андонов Дурев (съветник). В контролната комисия влизат Андон Ст. Николов (председател), Георги Н. Сидеров (секретар) и Алекси К. Орешков (член).